# Agrodiaetus tekkensis
Agrodiaetus tekkensis is een vlinder uit de familie van de Lycaenidae. De wetenschappelijke naam van de soort is voor het eerst geldig gepubliceerd door Faster.